# گاریک سامانبا
گاریک سامانبا (آبخازی: Гаррик Саманба؛ زادهٔ ۱۹۵۷) یک سیاستمدار ارمنی‌تبار اهل آبخاز است. سامانبا عضو مجلس مردمی آبخاز می‌باشد. در جنگ آبخاز (۱۹۹۲–۱۹۹۳) جنگیده و به عنوان قهرمان ملی آبخاز پذیرفته شده‌است. سامانبا ریاست کمیته امنیت ملی و دفاعی پارلمان آبخاز را برعهده دارد. وی بار دیگر در تاریخ ۵ آوریل ۲۰۰۷ به این سمت برگزیده شده است.